# Ma Zhong (Wu)
Ma Zhong (chinesisch 馬忠) war ein General der chinesischen Wu-Dynastie zur Zeit der Drei Reiche. Über sein Leben ist aus historischen Quellen fast nichts überliefert, lediglich, dass er dem Wu-General Pan Zhang (潘璋) unterstellt war.
In Luo Guanzhongs historischem Roman Die Geschichte der Drei Reiche gewinnt seine Gestalt deutlichere Züge. Ma Zhong zieht hier mit seinem Kommandanten Pan Zhang in der Schlacht von Fancheng (219) gegen Guan Yu, den er persönlich festnimmt. Vom Kriegsherrn Sun Quan erhält er zum Dank für seine Tat den Roten Hasen, das legendäre Pferd des Guan Yu. Das Tier weigerte sich jedoch angesichts des Todes seines Herrn und Meisters, zu fressen, und folgte Guan Yu in den Tod. Als Liu Bei zum Rachefeldzug aufbricht, wird Ma Zhong von den Verrätern Mi Fang und Fu Shiren ermordet, die seinen Kopf als Tribut an Liu Bei senden, um sich ihm anschließen zu dürfen.
| Personendaten    | Personendaten                                                 |
| ---------------- | ------------------------------------------------------------- |
| NAME             | Ma Zhong                                                      |
| KURZBESCHREIBUNG | General der chinesischen Wu-Dynastie zur Zeit der Drei Reiche |
| GEBURTSDATUM     | 2. Jahrhundert                                                |
| STERBEDATUM      | 3. Jahrhundert                                                |